# HD220147
HD220147 — подвійна зоря. 
Ця подвійна система має видиму зоряну величину в смузі V приблизно 8,1.
Вона розташована на відстані близько 862,8 світлових років від Сонця.

## Подвійна зоря
Головна зоря цієї системи належить до хімічно пекулярних зір й має спектральний клас B9.
В той же час спектральний клас іншої компоненти залишається  ще не визначеним.

## Фізичні характеристики
Телескоп Гіппаркос зареєстрував фотометричну змінність  даної зорі з періодом   10,99 доби в межах від  Hmin= 8,19 до  Hmax= 8,11.

## Пекулярний хімічний склад
Зоряна атмосфера HD220147 має підвищений вміст 
Si
.